# Ити
«Ити» (яп. 座頭市) — боевик режиссёра Фумихико Сори.  Премьера состоялась 25 октября 2008 года. Рейтинг MPAA: детям до 17 лет обязательно присутствие родителей.

## Сюжет
Слепая певица Ити путешествует по стране в поисках учителя, который в детстве заботился о ней и обучал её владению мечом. По дороге к ней прибивается самурай Тома, который пытается спасти Ити от бандитов, но в результате его самого приходится спасать. Деревню, в которой они останавливаются, терроризирует банда под началом безжалостного Банки, и, сама того не желая, Ити оказывается втянута в смертоносную битву между добром и злом.

## В ролях
- Харука Аясэ — Ити
- Такао Осава — Тома Фудзихира
- Ёсукэ Кубодзука — Торая Сиракава
- Сидо Накамура — Банки
- Акира Эмото — отец Тораи
- Эри Ватанабэ  —  Охама
- Маюми Сэда —  Мицу
- Мэгуми Ёкояма —  мать Томы
- Юкина Касива — Ити в детстве